# Scissura interemisferica
La  scissura interemisferica è il profondo solco che separa i due emisferi cerebrali nel cervello dei vertebrati.
Le superfici mediali dei due emisferi, che si trovano lungo la scissura interemisferica, sono convolute da giri e solchi allo stesso modo della superficie esterna del cervello.
La grande falce, un rivestimento cerebrale durale, si trova all'interno della scissura interemisferica.
Il corpo calloso si trova tra i due emisferi sul fondo della scissura interemisferica.